# Denny Lambert
Denny Lambert (* 9. Januar 1970 in Wawa, Ontario) ist ein ehemaliger kanadischer Eishockeyspieler und -trainer, der im Verlauf seiner aktiven Karriere zwischen 1988 und 2003 unter anderem 504 Spiele für die Mighty Ducks of Anaheim, Ottawa Senators, Nashville Predators und Atlanta Thrashers in der National Hockey League (NHL) auf der Position des linken Flügelstürmers bestritten hat. Lambert verkörperte den Spielertyp des Enforcers.

## Karriere
Lambert begann seine Karriere im Jugendalter bei den Eishockeyteams der Sault Ste. Marie Legion und Sault Ste. Marie Thunderbirds, bei denen er in der Northern Ontario Hockey Association (NOHA) aktiv war. Anschließend ging er drei Jahre in der Ontario Hockey League (OHL) für die Sault Ste. Marie Greyhounds aufs Eis und gewann mit diesen am Ende der Saison 1990/91 den J. Ross Robertson Cup. Im Sommer 1991 schloss sich Lambert den San Diego Gulls an und absolvierte in der Saison 1991/92 insgesamt 74 Spiele in der International Hockey League (IHL), erzielte 31 Scorerpunkte und erhielt 229 Strafminuten. Auch in der folgenden Spielzeit stand der linke Flügelstürmer größtenteils bei den Gulls im Einsatz und absolvierte zudem auch fünf Partien für die St. Thomas Wildcats aus der Colonial Hockey League (CoHL).
Im August 1993 unterschrieb er, ohne jemals in einem NHL Entry Draft ausgewählt worden zu sein, als Free Agent einen Vertrag beim neu gegründeten NHL-Franchise der Mighty Ducks of Anaheim. Die folgenden beiden Jahre verbrachte Lambert jedoch wieder in der IHL bei den San Diego Gulls und kehrte im Jahr 1995 nach Anaheim zurück, um in der Saison 1994/95 seine ersten Erfahrungen in der National Hockey League (NHL) zu sammeln. Das Folgejahr bestritt er mehrheitlich bei den Baltimore Bandits in der American Hockey League (AHL), erhielt bei den Ducks jedoch regelmäßige Einsätze und schaffte danach endgültig den Sprung ins NHL-Team.
Nachdem sein Vertrag bei den Kaliforniern nicht verlängert worden war, unterzeichnete er im Juli 1996 – erneut als Free Agent – einen Vertrag bei den Ottawa Senators. Dort etablierte er sich sogleich als Stammspieler und absolvierte dabei in zwei Jahren insgesamt 169 Spiele für die Senators. Beim NHL Expansion Draft 1998 wurde er vom neu gegründeten Franchise der Nashville Predators ausgewählt und bestritt in der Saison 1998/99 insgesamt 76 Spiele für das Team aus Tennessee, in denen ihm 16 Punkte gelangen. Am 16. August 1999 gaben ihn diese in einem Transfer zu den Atlanta Thrashers ab, im Austausch ging Randy Robitaille zu den Predators. Nachdem Lambert auch bei den Thrashers zu den Stammkräften gezählt hatte, wurde er am 2. Juli 2001 in einem Tauschgeschäft nach Anaheim transferiert. Bei den Ducks konnte er sich wiederum einen Stammplatz erkämpfen, dennoch wurde sein Vertrag nach nur einer Saison nicht verlängert. Als vereinsloser Spieler wechselte er im Januar 2003 zu den Milwaukee Admirals in die American Hockey League und ließ dort seine aktive Karriere ausklingen.
Am 11. Juli 2003 gab Lambert sein Karriereende als aktiver Spieler bekannt, gleichzeitig wurde er zum Assistenztrainer der Sault Ste. Marie Greyhounds ernannt. In den folgenden fünf Jahren war er in dieser Position tätig und arbeitete unter anderem mit dem Cheftrainer Craig Hartsburg zusammen. Nachdem Hartsburg im Juni 2008 die Ottawa Senators übernommen hatte, wurde Lambert als dessen Nachfolger zum Cheftrainer der Sault Ste. Marie Greyhounds ernannt. Nachdem die Saison 2008/09 mit 19 Siegen und 45 Niederlagen geendet hatte, konnte er in der folgenden Spielzeit mit 36 Siegen und 27 Niederlagen erstmals eine positive Bilanz aufweisen. Letztlich betreute er die Soo Greyhounds noch bis zum Sommer 2011. In der Spielzeit 2016/17 war er kurzzeitig als Assistenztrainer bei den Olympiques de Gatineau tätig. Seit dem Sommer 2021 ist er als Scout bei den Sudbury Wolves aus der OHL angestellt.

## Erfolge und Auszeichnungen
- 1991 J.-Ross-Robertson-Cup-Gewinn mit den Sault Ste. Marie Greyhounds

## Karrierestatistik
(Legende zur Spielerstatistik: Sp oder GP = absolvierte Spiele; T oder G = erzielte Tore; V oder A = erzielte Assists; Pkt oder Pts = erzielte Scorerpunkte; SM oder PIM = erhaltene Strafminuten; +/− = Plus/Minus-Bilanz; PP = erzielte Überzahltore; SH = erzielte Unterzahltore; GW = erzielte Siegtore; 1 Play-downs/Relegation; Kursiv: Statistik nicht vollständig)